# Палаццоло-Акреїде
Палаццоло-Акреїде (італ. Palazzolo Acreide, сиц. Palazzolu Acrèidi) — муніципалітет в Італії, у регіоні Сицилія, провінція Сиракуза.
Палаццоло-Акреїде розташоване на відстані близько 580 км на південь від Рима, 180 км на південний схід від Палермо, 34 км на захід від Сиракузи.
Населення — 8873 особи (2014).

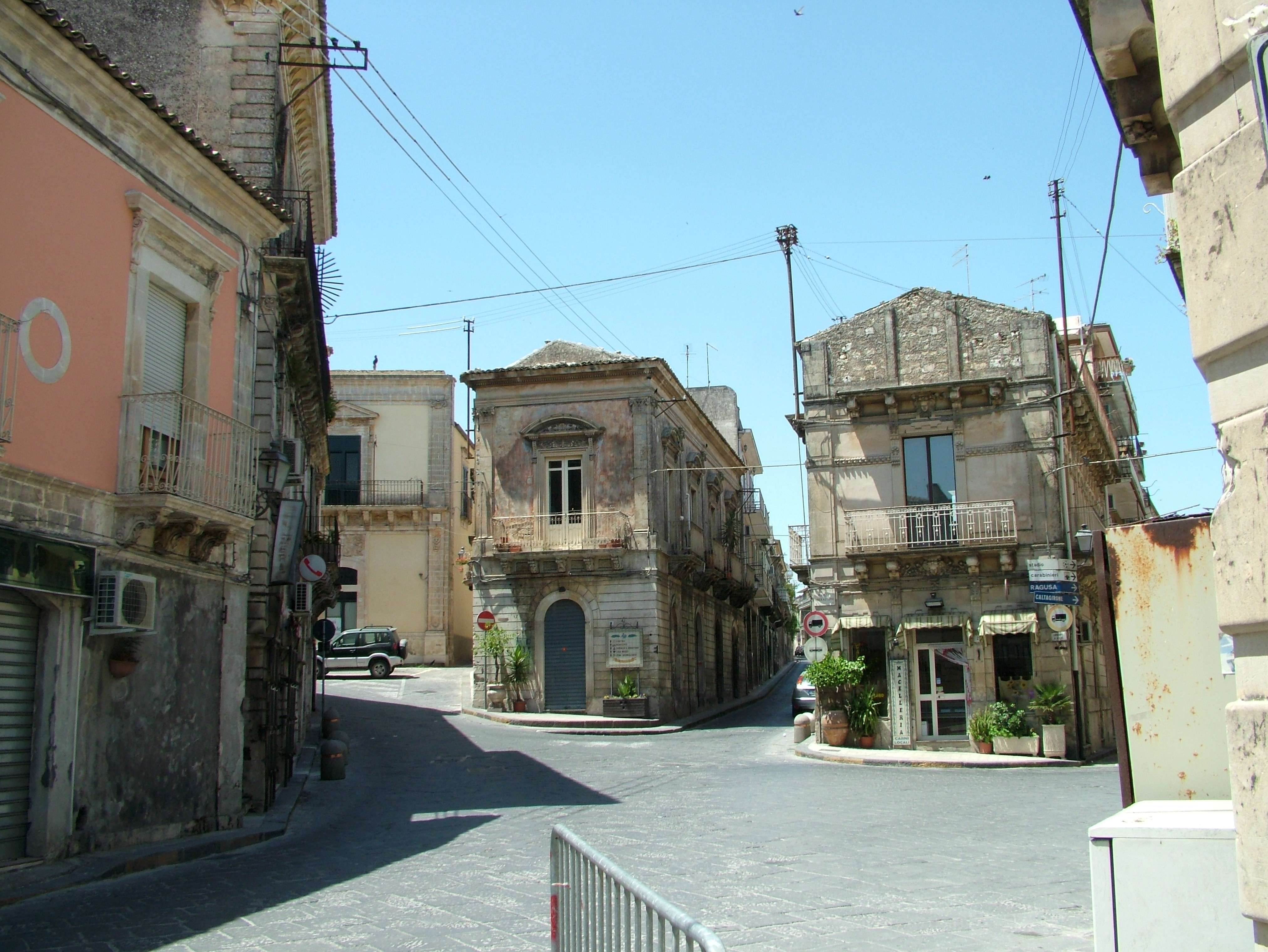

Щорічний фестиваль відбувається 29 червня. Покровитель — святий Павло apostolo.

## Демографія
Населення за роками:

Станом на 1 січня 2023 року в муніципалітеті офіційно проживало 247 іноземців з 36 країн, серед них 164 громадяни країн Євросоюзу.

## Сусідні муніципалітети
- Бушемі
- Кассаро
- Флоридія
- Джарратана
- Ното
- Сиракуза
- Соларино
- Сортіно
- Канікаттіні-Баньї